# Монастирищенсько-Софіївський нафтоносний район
Монастирищенсько-Софіївський нафтоносний район — належить до Східного нафтогазоносного регіону України
Включає:
- Монастирищенське нафтове родовище
- Малодівицьке нафтове родовище
- Прилуцьке нафтове родовище
- Щурівське нафтове родовище
- Маківське нафтове родовище
- Тростянецьке нафтове родовище
- Софіївське нафтове родовище
- Бережівське нафтове родовище
- Ярошівське нафтове родовище

Це родовища з початковними видобувними запасами категорій А+В+С1 понад 100 тис.т нафти.
Монастирищенсько-Софіївський нафтоносний район також включає Купинське, Петрушівське, Західно-Софіївське, Гайове та Північно-Ярошівське нафтові родовища з початковими видобувними запасами категорій А+В+С1 менше 100 тис.т нафти. 